# Sesenta y ocho
El sesenta y ocho (68) es el número natural que sigue al sesenta y siete y precede al sesenta y nueve.

## Propiedades matemáticas
- El 68 es un número compuesto, que tiene los siguientes factores propios: 1, 2, 4, 17 y 34. Como la suma de sus factores es 58 < 68, se trata de un número defectivo.
- Es el número más grande conocido que es la suma de dos primos exactamente de dos maneras diferentes: 68 = 7 + 61 = 31 + 37.

## Características
- El 68 es el número atómico del erbio.

- Datos: Q661982
- Multimedia: 68 (number) / Q661982